# Otto Henneberg-Poppenbüttel
Otto Albert Adolph Hermann Henneberg-Poppenbüttel (* 27. März 1905 als Otto Albert Adolph Hermann Henneberg in Poppenbüttel; † 15. Dezember 1986 in Hamburg) war ein deutscher Landwirt und Politiker.

## Vorfahren
Otto Henneberg gehörte zur Familie Henneberg aus Braunschweig. Die Familie besaß seit 1855 Ländereien in der Mitte des Ortes Poppenbüttel, der der Herrschaft Pinneberg unterstand. In den Folgejahren übernahm sie nahezu das gesamte Gebiet und versorgte von hier die Stadt Hamburg mit Milch. Der Urgroßonkel Otto Hennebergs namens Ernst Henneberg hatte in Hamburg als braunschweigischer Postdirektor gearbeitet. Der Großvater Bruno Henneberg hatte einen weiteren landwirtschaftlichen Betrieb übernommen und erneuert. Außerdem gehörte er dem Stormarner Kreistag an, beteiligte sich im Kieler Provinzlandtag und im Preußischen Abgeordnetenhaus.
Der Vater von Otto war der studierte Landwirt Eduard Henneberg (1866–1940). Er stand von 1895 bis 1919 dem Amt Poppenbüttel vor und gehörte von 1900 bis 1920 der Landwirtschaftskammer Schleswig-Holstein an. Er führte den Poppenbütteler Hof, den Marienhof und das Gut Treudelberg zu einem 2200 Morgen großen Gebiet zusammen. 1909 musste er Treudelberg an den Großgrundbesitzer Heinrich Dreckmann verkaufen. Trotzdem galten die Unternehmen der Hennebergs als größte und bekannteste Landwirtschaften in der Region bis zum Ersten Weltkrieg. 1930 überführte Eduard Henneberg den Großteil der Ländereien in die von ihm 1910 mitgegründete Alsterthal-Terrain-Actien-Gesellschaft. Während des Ersten Weltkriegs bekam das Unternehmen wirtschaftliche Probleme. Henneberg veräußerte weitere Ländereien, die zu Bauland umgewidmet wurden. Darauf wurde beispielsweise die Siedlung „Eichenredder“ gebaut. Das Henneberg gehörende Gebiet konnte trotzdem als immer noch umfangreich angesehen werden, als Otto Henneberg 1933 in das Unternehmen eintrat.

## Das Wirken Otto Hennebergs

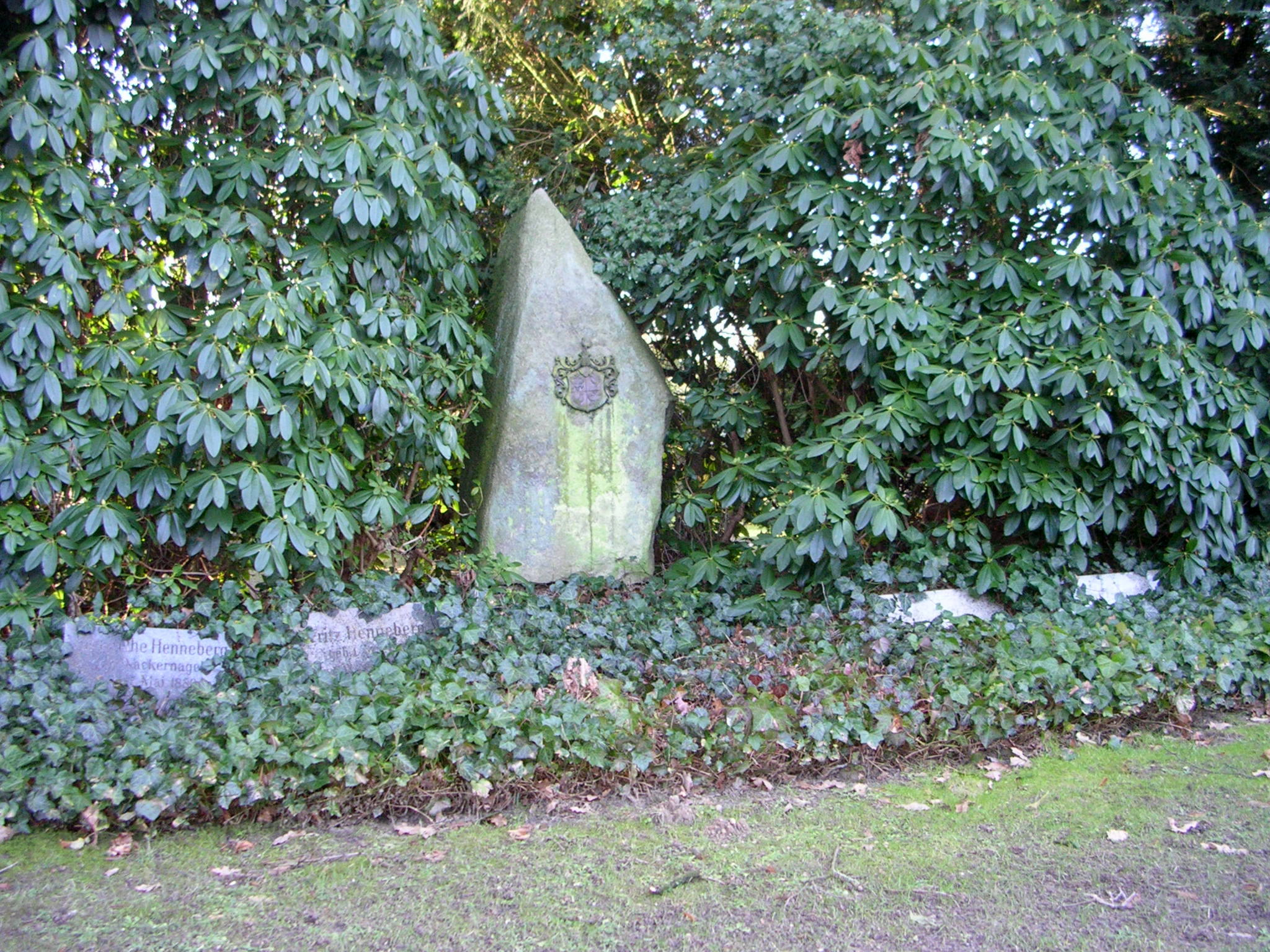
Grabanlage Henneberg, Friedhof Bergstedt

Otto Henneberg erhielt in Jugendjahren Unterricht von einem Hauslehrer. Anschließend besuchte er die Gelehrtenschule des Johanneums. Danach lernte und volontierte er bei der Firma Schuback & Söhne der Familie Amsinck. Anschließend ging er für eine dreijährige forstwirtschaftliche Ausbildung nach Österreich. 1933 verlor sein Vater Eduard Henneberg alle Ehrenämter. Otto Henneberg übernahm im selben Jahr die Geschäftsführung der Alster-Terrain-AG und leitete deren Geschicke bis 1937. 1940 erbte er den noch in Familienbesitz befindlichen Marienhof. Wenngleich er von 1933 bis 1935 dem Stahlhelm angehört hatte und danach in die Nationalsozialistische Volkswohlfahrt eingetreten war, blieb er während der Zeit des Nationalsozialismus politisch vergleichsweise inaktiv.
Nach Kriegsende gründete Hans Schlange-Schöningen im Oktober 1945 die Christlich-demokratische Aufbaupartei (CDAP). Otto Henneberg sollte gemeinsam mit Otto Wendt und Wilhelm Burchard-Motz die Partei in Hamburg aufbauen. Die CDAP schloss sich mit der Hamburger Christlich-Demokratischen Partei (CDP) zusammen unter dem kurzzeitigen Vorsitz Otto Wendts, der Henneberg den Auftrag erteilte, die Partei im nördlichen Stadtgebiet zu etablieren. Da Henneberg eine umfassende Bodenreform verhindern wollte, die die Spitze der CDU in Berlin zumindest anfangs nicht ablehnte, engagierte sich Henneberg nur begrenzt euphorisch und versuchte, eine derartige Reform zu verhindern.
Im Februar 1946 setzten die britischen Besatzer die Ernannte Hamburgische Bürgerschaft ein. Henneberg zog darin nicht als ernannter Vertreter der Landwirte ein. Die CDP, die sich wenig später in CDU umbenannte, nominierte ihn jedoch als Kandidaten für die ersten freien Wahlen im Herbst 1946. Als Vorsitzender des Bezirksverbands Alstertal schrieb er ein „Politisches Bekenntnis“, das in der Hamburger Allgemeinen Zeitung erschien. Darin forderte er, Privateigentum zu erhalten, eine Politik der europäischen Vereinigung zu verfolgen und Protestanten und Katholiken zu vereinen. Die britische Militärregierung sprach sich gegen Hennebergs Kandidatur aus, berief ihn jedoch im Dezember 1946 in den Entnazifizierungsausschuss der Hamburger Jägerschaft.
1947 wurde Henneberg Mitglied des Beratenden Ausschusses des Ortsamts Alstertal und 1949 Bezirksabgeordneter in Wandsbek. 1956/57 übernahm er den Stellvertretenden Landesvorsitz der CDU in Hamburg. Bei der Wahl 1957 wurde er in die Bürgerschaft gewählt, der er vier Jahre lang angehörte. Während dieser Zeit arbeitete er auch im Finanzgericht und im Landesjagdrat. Außerdem saß er im Kirchenvorstand und im Synodalausschuss der Probstei Stormarn. Von 1954 bis 1970 amtierte er als Vorsitzender des Alstervereins. Von 1970 bis 1979 war er Jägermeister im Jagdkreis II in Hamburg. Somit hatte er als Ehrenbeamter hoheitliche Rechte, um 70 Jäger in den Bezirken Wandsbek, Nord und Mitte zu beaufsichtigen.

## Ehrung und Nachwirkung
Der Hamburger Senat erlaubte Henneberg 1970, als Zeichen der Anerkennung seiner Verdienste den Nachnamen um den Zusatz „Poppenbüttel“ zu ergänzen. Henneberg selbst gründete die Otto-Henneberg-Poppenbüttel-Stiftung. Diese pflegt den Marienhof und ein angrenzendes Arboretum mit einer Fläche von 35.000 Quadratmetern. Außerdem unterstützte sie die Burg Henneberg.
Henneberg unterstützte auch die nach ihm benannte Henneberg-Bühne. Dieses niederdeutsche Amateurtheater tritt seit 1981 im Hospital zum Heiligen Geist auf.